# Xylotillus lindi
Xylotillus lindi är en skalbaggsart som först beskrevs av Blackburn 1890.  Xylotillus lindi ingår i släktet Xylotillus och familjen kapuschongbaggar. Inga underarter finns listade i Catalogue of Life.